# Sean Renfree
Sean Renfree (Scottsdale, 28 aprile 1990) è un giocatore di football americano statunitense che gioca nel ruolo di quarterback per gli Atlanta Falcons della National Football League (NFL). Fu scelto nel corso del settimo giro (249º assoluto) del Draft NFL 2013 dai Falcons. Al college ha giocato a football alla Duke University.

## Carriera professionistica

### Atlanta Falcons
Renfree fu scelto nel corso del settimo giro del Draft 2013 dagli Atlanta Falcons. Dopo non essere mai sceso in campo nelle prime due stagioni, debuttò come professionista disputando due partite nel 2015, completando 3 passaggi su 7 tentativi per 11 yard, subendo un intercetto.

## Statistiche
| Partite totali      | 2    |
| Partire da titolare | 0    |
| Yard passate        | 11   |
| Touchdown           | 0    |
| Intercetti          | 1    |
| Passer rating       | 10,7 |